# Meliphaga montana
Meliphaga montana là một loài chim trong họ Meliphagidae.